# Carlos Andrés Mina
Carlos Andrés Mina Caicedo (* 30. April 1992 in Guayaquil, Ecuador) ist ein ecuadorianischer Amateurboxer im Halbschwergewicht (bis 81 Kilo).

## Karriere
Der 1,87 m große Linksausleger gewann die Juegos Bolivarianos 2013 mit einem Finalsieg gegen Juan Carrillo. Von Januar bis Mai 2015 boxte er für das Team Mexico Guerreros in der World Series of Boxing und erreichte drei Siege und zwei Niederlagen, wobei ihm am 10. April 2015 auch ein Sieg gegen Julio César La Cruz gelang. Anschließend trat er im Juni 2015 mit dem Gewinn der Qualifikation für die Panamerikaspiele 2015 in Erscheinung, als er Osman Bravo, Adrian Biscette, Rogelio Romero und erneut Juan Carrillo besiegen konnte. Bei den Spielen selbst schied er dann im Viertelfinale gegen Julio César La Cruz aus. Diesem unterlag er auch im Viertelfinale bei den Panamerikameisterschaften 2015, nachdem er zuvor im Achtelfinale Michel Borges geschlagen hatte.
Im März 2016 gewann er die amerikanische Olympiaqualifikation gegen Osman Bravo, Petru Bulun, Juan Carrillo sowie Albert Ramírez und startete bei den Olympischen Spielen 2016, wo er sich gegen Serge Michel und Joe Ward ins Viertelfinale vorkämpfte und dort gegen Mathieu Bauderlique ausschied.
Bei den Panamerikameisterschaften 2017 erreichte er mit Siegen gegen Michel Borges und Rogelio Romero das Finale, wo er erneut gegen Julio César La Cruz unterlag. Durch den Gewinn der Silbermedaille war er für die Weltmeisterschaften 2017 qualifiziert und kämpfte sich dort gegen Damir Plantić und Schabbos Negmatullojew ins Halbfinale vor, wo er mit einer Bronzemedaille gegen Julio César La Cruz ausschied.
Zudem gewann er bisher unter anderem international besetzte Turniere in Bulgarien, der Dominikanischen Republik, Ecuador, Serbien und Weißrussland. Dabei gelang ihm auch ein Sieg gegen den Europa- und Weltmeister Oleksandr Chyschnjak.